# Bundesstrasse 404
Bundesstrasse 404 är en förbundsväg i norra Tyskland. Vägen ifrån Kiel till Handorf och passerar bland annat Bargteheide på vägen. Vägen går igenom förbundsländerna Schleswig-Holstein och Niedersachsen. Den är på vissa delar ersatt av motorvägen A21.